# محمد بن عمر بقاق
محمد بن عمر بقاق، من شيوخ التصوف، وأحد وجوه العلم والفضل والأدب، من قراء القرآن الكريم في زمانه، وكان من المعلمين له، العاملين به، الناشرين لتعاليمه، هو من أعلام المذهب المالكي، والعقيدة الأشعرية والتصرف الجيد، عرف بالورع و إلتقى، وكان من خيرة الدعاة والمبلغين حتى لقب بشيخ الدعاة، وكان من المناضلين الذين بذلوا الغالي والنفيس في سبيل الحفاظ على لغة القرآن، و الهوية الوطنية الجزائرية.

## مولده
ولد الشيخ محمد بن عمر بقاق سنة 1305 هجرية، 1887 ميلادية، بمشته الحمامة بأولاد علي بن نصر.

## نسبه
هو الشيخ محمد بن الشيخ عمر بن الشيخ محمد بن الشيخ يحيى... ولقبه بڤاڤ.

## نشأته
ولد وترعرع في بيت علم وتصوف، في عائلة محافظة ملتزمة بالدين، عرف أهلها بخدمة أهل العلم والدين، وإيواء عابري السبيل، وتربية اليتيم، ومساعدة المحتاج والمسكين، وقضاء حوائج المسلمين...

## دراسته
حفظ القرآن العظيم على يد الشيخ الصديق الزموري، كما حضر دروس في مبادئ اللغة العربية في الزاوية الكائنة بمنطقته، ثم انتقل إلى زاوية سيدي علي بن الشريف، لمواصلة دراسته، فحضر بها دروس علوم اللغة العربية والمنطق والفقه والأصول والكلام، ومكث بها ما يقرب من سبع سنوات (1910 - 1917).

## تدريسه
بعد الفترة التي قضاها الشيخ محمد بن عمر بقاق في زاوية سيدي علي بن الشريف، وتحصيله للعلم، نال إجازة التدريس، ثم انتقل إلى العديد من الزوايا العلمية، مزاوجا بين التعليم القرآني، وتدريس علوم اللغة العربية والمنطق والفقه والأصول، لطلاب العلم، ومن الزوايا العلمية التي درس بها زاوية الشيخ حماني، وزاوية الشوافع ببني مروان، وزاوية الشيخ الصديق معيزة، وزاوية المقدم سي المسعود بسيلاق، وزاوية واد الصفصاف (جامع بهلول)، زاوية بن حمادوش بقجال التي قضى فيها ما يقرب من عامين ( 1945 - 1946) ميلادي ثم انتقل إلى زاوية المقدم العياشي التابعة لزاوية بن الحملاوي بالمالح، ثم رجع إلى زاوية بن حمادوش، وبقي بها مدرسا للعلوم الشرعية.

## نشاطاته
كان الشيخ محمد بن عمر بقاق وبعد فترة التدريس بالزاوية العلمية، يتواصل مع الناس فيما بقي له من الوقت، مجيبا عن تساؤلاتهم الدينية، مفتيا لهم في أمورهم الشرعية، ناصحا مرشدا لهم، مصلحا ذات بينهم، مشاركا لهم في أفراحهم وأتراحهم.

## وفاته
تُوفي الشيخ محمد بن عمر بقاق في اليوم 7 من شهر رمضان الفضيل عام 1371 هجري، الموافق ل 30 ماي سنة 1952 ملادية، عن عمر يناهز 65 سنة، ودفن بمقبرة بن فاس بأولاد علي بن ناصر، رحمة واسعة وأسكنه فسيح جناته.

## مواضيع ذات صلة
- وزارة الشؤون الدينية (الجزائر)
- وزارة المجاهدين (الجزائر)
- الزوايا في الجزائر
- المجلس الإسلامي الأعلى (الجزائر)
- المجلس العلمي للإفتاء (الجزائر)
- المرجعية الدينية الجزائرية
- دار الإمام
- وزارة التربية الوطنية (الجزائر)
- صوفية
- تاريخ التصوف
- التصوف
- زاوية (مدرسة)
- مسجد جامع
- مدرسة قرآنية
- تكية
- كتّاب
- خانقاه
- ضريح
- وعدة
- ولي

## وصلات خارجية
- موقع وزارة الشؤون الدينية والأوقاف
- موقع وزارة التربية الوطنية الجزائرية